# 앤서니 앨런 쇼어
앤서니 앨런 쇼어(영어: Anthony Allen Shore, 1962년 6월 25일 ~ 2018년 1월 18일)는 미국의 연쇄 살인범이다.
미국 노스다코타주 출신인 그는 1986년부터 2000년에 걸쳐 최소 4명의 여성을 유괴하여 성폭행하고 살해했다. 이후 2003년에 유괴, 성폭행, 살인, 마약 소지 등의 혐의로 체포되었다. 재판 당시 그는 반성하지 않고, 죄를 뉘우치지 않는 태도를 보여 2004년 사형을 선고받았으며, 2018년 1월 18일 약물 주입에 의한 사형이 집행되었다.